# 普遍化可能性
普遍化可能性（ふへんかかのうせい、英: universalizability）とは、18世紀のドイツ人哲学者イマヌエル・カントによって彼の著作「道徳形而上学の基礎づけ」の一部として提唱された概念である。これは彼の定言命法の第一定式であり、私たちの行動の道徳的に受け入れられる格率は、合理的に普遍的法則となることが望まれるものだけであるとしている。「格率の普遍化可能性」ともいい、カント倫理学研究において、中心となる主題領域のひとつである。
普遍化可能性の正確な意味は議論の余地があるが、最も一般的な解釈は、定言命法によってあなたの行動の格率が同様の状況で全員が行動するものになり得るかどうかを問うていることである。行動が社会的に受け入れられるのは、それが普遍化される（つまり、誰もがそれを行うことができる）場合である。
例えば、融資を得るために嘘をつくという格率が道徳的かどうかは、それを普遍化し、結果に理性を適用することによって判断することができる。もし全員が融資を得るために嘘をついたら、約束と貸し付けの実際の慣行が崩れ、その格率は不可能となる。
カントはこのような行為を概念の矛盾と呼んだ。そして、それは遂行的矛盾のようなものである。なぜなら、それらは自己の存在の根拠を損なうからである。
カントの普遍化可能性の概念は、ルソーの一般意志という考えに明確な先行事例がある。両方の概念は意志と自然の根本的な分離を提供し、真の自由は本質的に自己立法にあるという考えにつながる。